# ジョアン・ヴィルジニア
- ジョアン・バージニア
- ジョアン・ヴァージニア

ジョアン・マヌエル・ネヴェス・ヴィルジニア（João Manuel Neves Virgínia, 1999年10月10日 - ）は、ポルトガル・ファーロ県ファロ出身のサッカー選手。エヴァートンFC所属。ポジションはGK。

## クラブ経歴
2009年にSLベンフィカのユースアカデミーに入団。2015年よりユース世代のポルトガル代表に招集されて以降、大器として注目を集めるようになり、同年5月にはマンチェスター・ユナイテッドFCの練習に参加。ユナイテッドとの契約が噂されたものの、契約には至らず、同じプレミアリーグの強豪アーセナルFCのユースチームに入団。U-19リーグなどでプレーしたものの、プロ契約までは至らず、2018年夏にエヴァートンFCに入団。翌2019年にプロ契約を締結し、レディングFCへのローン移籍が発表。EFLチャンピオンシップ (2部リーグ)で2試合に出場した後に2020年1月にエヴァートンに復帰。ユースリーグでプレーし、同年3月にトップチームに昇格し、1日のマンチェスター・ユナイテッド戦でベンチ入り。以降ジョーダン・ピックフォードの第2GKとして定着したものの、2019-20シーズンは不出場で終了。2021年3月13日のバーンリーFC戦で、前半終了間際に負傷したピックフォードとの交代で起用され、プレミアリーグデビュー。しかし、試合は1-2で敗れ、デビュー戦を勝利で飾れなかった。
2021年8月24日、スポルティングCPにシーズン終了までのレンタル移籍が発表された。
2022年7月8日、2022-23シーズンはSCカンブールにレンタル移籍することが決定した。

## 代表経歴
2015年から各ユース世代のポルトガル代表に随時招集され、正GKを任された。2019年にはポーランドで開催された2019 FIFA U-20ワールドカップにU-20代表で出場。同大会でも正GKを務めたものの、グループリーグ敗退に終わった。